# Gutshaus Reinsdorf

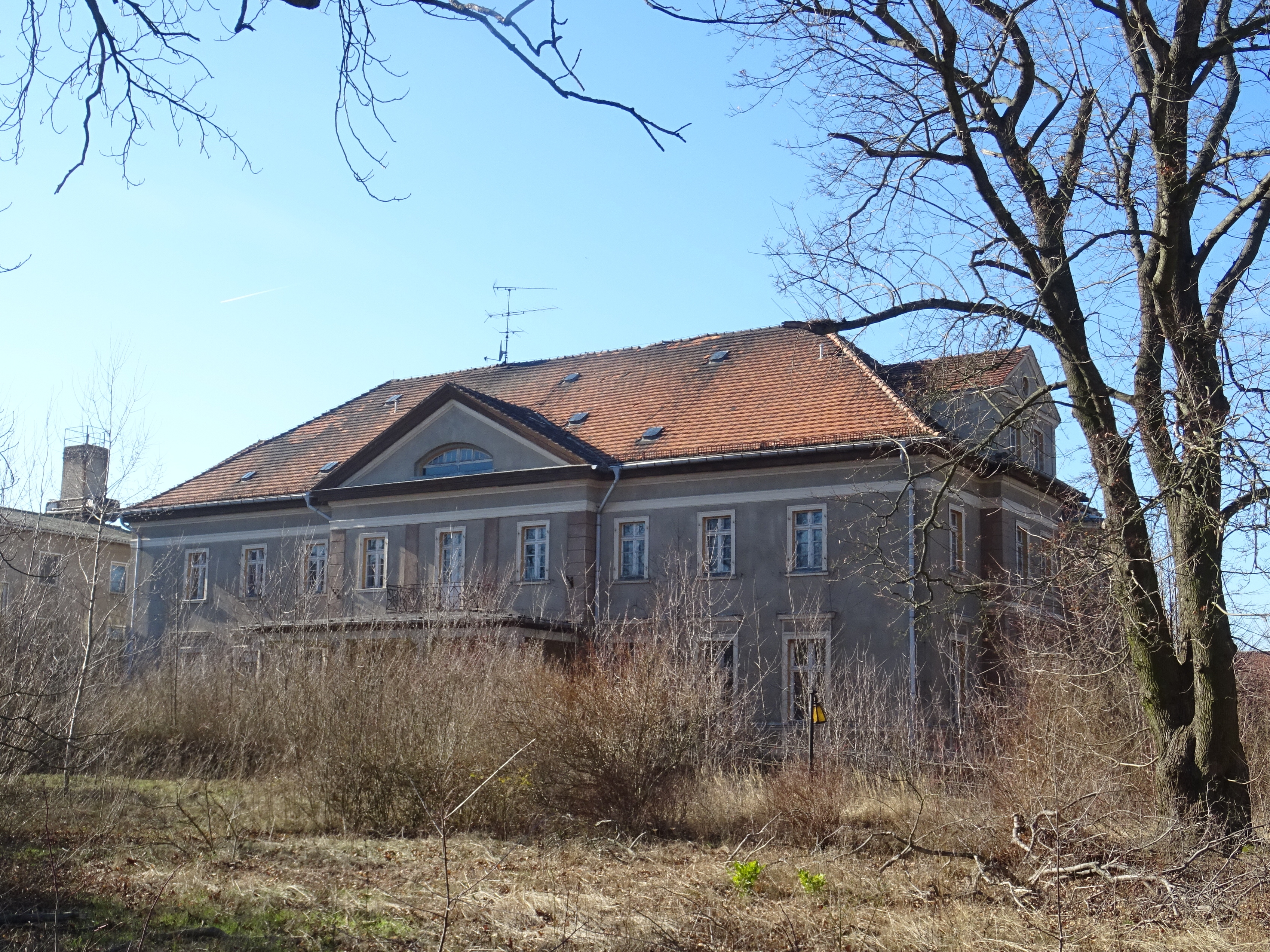
Gutshaus Reinsdorf

Das Gutshaus Reinsdorf (offizielle Bezeichnung in der Landesdenkmalliste Gutsanlage, bestehend aus Gutshaus, südlichem und westlichem Wirtschaftsgebäude sowie Wohnhaus) ist ein denkmalgeschütztes Herrenhaus in Reinsdorf, einem Ortsteil der Gemeinde Niederer Fläming im Landkreis Teltow-Fläming im Land Brandenburg.

## Lage
Die Landstraße 714 führt als Dorfstraße von Norden kommend in südöstlicher Richtung durch den Ort. Im historischen Ortskern vollzieht sie eine S-Kurve. Südwestlich dieser Kurve steht das Gutshaus auf einem Gelände, das mit einem Zaun eingefriedet ist.

## Geschichte
Im Jahr 1791 gelangte das Gut in den Besitz des Amtes Jüterbog, die es als Vorwerk nutzten. In der Mitte des 19. Jahrhunderts wurde das Vorwerk erweitert. Aus dieser Zeit stammt vermutlich auch das Gutshaus, während nachweislich im Jahr 1858 bereits eine Brennerei und eine Mühle vorhanden waren. Diese gehörten Familie Kessler. Ihr Besitz war 650 ha groß, das Gut ein nicht kreistagsfähiger Besitz, also kein konventionelles Rittergut. Nach 1872 erwarb der deutsche Politiker und Rechtsanwalt Johann Georg Siemens das Gut Reinsdorf. Er starb 1879 und seine Frau Marie von Sperl (1819–1902) übernahm das Gut. Dann folgte der später geadelte Sohn Georg von Siemens, verheiratet mit Elise Görz (1850–1938), sie hatten sechs Töchter. Ihre Tochter Charlotte von Siemens heiratete 1901 Hans Schrader. Ihre älteste Schwester Elisabeth heiratete den Physiker Ferdinand Kurlbaum, die zweitälteste Schwester Marie den Archäologen Theodor Wiegand. Die Hochzeiten fanden in Berlin statt. Dagegen fanden die Hochzeiten der Tochter Annette 1912 mit dem Offizier und Diplomaten Hans Freiherr von Müffling, sonst Weiß genannt (1878–1914), und dann 1920 mit dem Bankier und Politiker Karl Helfferich auf Wendisch-Ahlsdorf statt.

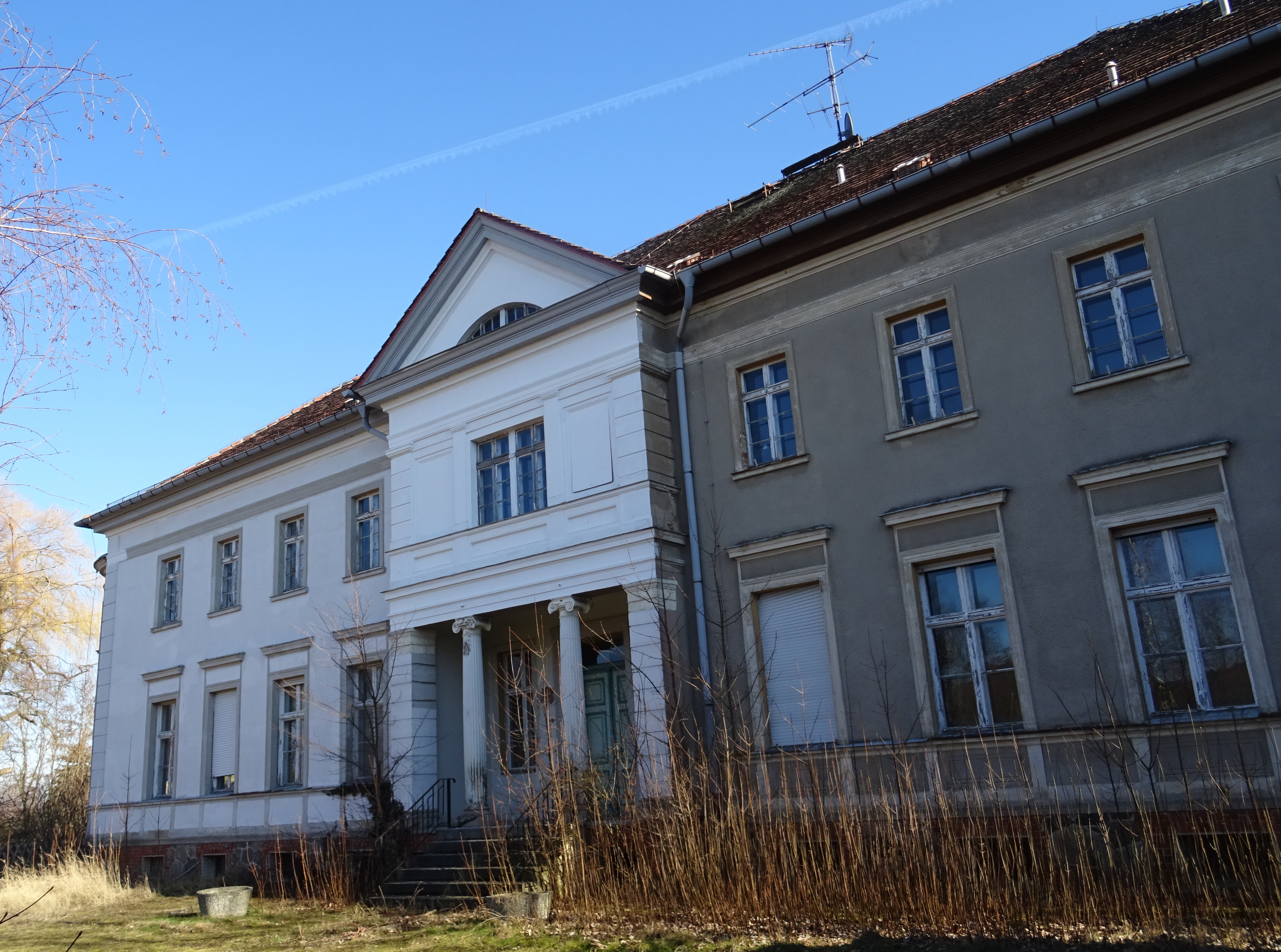
Ansicht von der Hofseite

Um 1900 wurde das Gutshaus um ein Geschoss erweitert und erhielt im Zuge dieser Arbeiten einen neuen Dachstuhl. Eigentümerin blieb über 1929 hinaus Frau Dr. Elise von Siemens-Berlin. Verwalter war der Administrator Oskar Saage. Der Besitz wurde unter dem Begriff Kammergut geführt und hatte vor der großen Wirtschaftskrise einen Umfang von 737 ha, inklusiv eines Vorwerkes namens Werbig im benachbarten Regierungsbezirk Merseburg. Hinzu kamen noch die 371 ha des Rittergutes Nonnendorf.
Nach dem Ende des Zweiten Weltkrieges wurde die Familie Schrader, die 1940 ihren Wohnsitz in Reinsdorf eingenommen hatte, enteignet. Sie blieb jedoch noch bis 1947 im Ort wohnen und zog anschließend nach Berlin. Das Gut diente als Staatsgut der Roten Armee, die in der Nähe einen Feldflugplatz betrieben. Nach der Gründung einer LPG diente das Gutshaus als Schule und wurde in der Mitte der 1980er Jahre zu einem Pflegeheim umgebaut, das 1985 durch einen angrenzenden Neubau erweitert wurde. Nach der Wende ging das Gutshaus im Jahr 2006 in Privatbesitz über.

## Baubeschreibung
Mit dem Umbau in der Zeit um 1900 entstand ein zweigeschossiger und neunachsiger Putzbau. Die drei mittleren Achsen, in denen sich hofseitig auch der Zugang befindet, werden durch einen Mittelrisalit hervorgehoben. Dort ist eine Loggia, die auf ionischen Säulen ruht. Zum Garten hin befindet sich eine weitere Loggia, die als Terrasse dient. Im unteren Geschoss wurden große und hochrechteckige Fenster verbaut; im oberen Geschoss kleinere und ebenfalls hochrechteckige Fenster. Ihre Form wird durch eine aufgeputzte Fasche nochmals betont. Die Schmalseiten sind ebenfalls durch einen Risalit verziert. Südlich befindet sich ein neuzeitlicher Anbau, der einen zuvor vorhandenen Ausgang zum Park ersetzte. An der Nordseite ist ein Treppenvorbau. Der Gutspark ist nur noch in Ansätzen vorhanden und wurde zu Gunsten des Anbaus weitgehend aufgegeben. Westlich grenzen weitere Wirtschaftsgebäude an, die im frühen 19. und frühen 20. Jahrhundert entstanden.